# Robin Hood, prințul hoților
Robin Hood, prințul hoților este un film american de acțiune și de aventuri din 1991, bazat pe povestea populară engleză despre Robin Hood, care a apărut în secolul al XII-lea. Regizat de Kevin Reynolds și scris de Pen Densham⁠(d) și John Watson, filmul îi distribuie pe Kevin Costner în rolul Robin Hood, Morgan Freeman în rolul lui Azeem, Christian Slater⁠(d) în rolul lui Will Scarlett⁠(d), Mary Elizabeth Mastrantonio⁠(d) în rolul Marian⁠(d) și Alan Rickman în rolul șerifului din Nottingham.
Filmul a primit recenzii mixte din partea criticilor, care au lăudat performanțele lui Freeman și Rickman și muzica lui Kamen, dar au criticat interpretarea lui Costner, scenariul și execuția generală. Cu toate acestea, a fost un succes de box office, încasând mai mult de 390 milioane de dolari în întreaga lume, făcându-l al doilea film cu cele mai mari încasări din 1991. Rickman a primit premiul BAFTA pentru cel mai bun actor într-un rol secundar pentru interpretarea sa în rolul lui George, șeriful din Nottingham. Piesa tematică „ (Everything I Do) I Do It for You⁠(d) ” de Bryan Adams a fost nominalizată la Premiul Oscar pentru Cel mai bun cântec original și a câștigat premiul Grammy pentru cel mai bun cântec scris pentru Visual Media.

### Box office
Filmul a încasat 25 de milioane de dolari în primul weekend de rulare în cinematografe și 18,3 milioane de dolari în al doilea. În cele din urmă, a câștigat 390.493.908 de dolari la box office-ul global, făcându-l al doilea film cu cele mai mari încasări din 1991, imediat după Terminator 2: Ziua Judecății. A fost pe poziția a doua în lista celor mai bune succese de box office în primul weekend de rulare de până atunci pentru un film ce nu era o continuare (sequel).   